# Stuck Inside a Cloud
«Stuck Inside a Cloud» — пісня Джорджа Гаррісона, видана на його посмертному альбомі «Brainwashed». Серед треків альбому пісня стояла на сьомому місці. Це було викликано тим, що улюбленим числом Гаррісона було 7, тому на всіх його альбомах на сьомому місці завжди виходила його улюблена пісня.

## Список композицій
- Promo CD GEORGE1 (UK), DPRO-17572 (U.S.)

1. «Stuck Inside a Cloud»